# 고흥 능가사 추계당 및 사영당 부도
고흥 능가사 추계당 및 사영당 부도(高興 楞伽寺 秋溪堂 및 泗影堂 浮屠)는 대한민국 전라남도 고흥군 점암면 성기리, 능가사에 있는 조선시대의 부도이다. 2004년 9월 20일 전라남도의 유형문화재 제264호로 지정되었다.

## 개요
고흥 능가사 추계당 및 사영당 부도는 조선시대 후기 승려로 사제간인 추계당과 사영당의 부도이다. 능가사에는 경내에 팔각원당형 부도 1기, 능가사 외곽의 계곡 곁에 9기 등 10기의 부도가 있는데, 9기 가운데 추계당(秋溪堂) 부도와 사영당(泗影堂) 부도는 원 위치로 알려져 온다.
추계당 부도는 석종형으로 기단부는 방형의 하대석 위로 8각의 복련을 새겼다. 16엽의 연화문으로 화려한 문양이 없어 오히려 소박한 편이다. 그 위에 원형의 홈을 파고 탑신부를 얹었다. 탑신부는 크게 나눠 상대, 하대로 구분되는데, 하대에는 돌아가면서 물고기, 게 등이 조각되었다. 탑신 중앙에는 4군데의 유곽과 그 안에 9개의 유두가 돌출되고 있으나 그 기법도 매우 간략화되었다. 북쪽인 두개의 유곽 사이에 방형의 위패형을 새기고 그 안에 ＇추계당(秋溪堂)＇이라는 당호를 새겼다. 상대로 올라와서는 주위에 아무런 문양이 없고 바로 천판으로 연결되는데 희미한 연화문이 장식되었다. 상륜부는 사방으로 피어오르는 구름문양을 새겨 더욱 장엄을 더했다.
사영당 부도는 석종형과 8각원당형의 양식에서 벗어난 이형(異型) 부도이다. 일반적으로 부도의 기단부는 방형 아니면 8각의 하대석에 8각의 복련과 중석 그리고 앙련으로 이어진다. 그러나 사영당 부도는 복련과 방형의 하대석이 한돌로 되면서 그 위에 바로 중석이 이어지고 앙련이 생략된 것이다. 방형의 큼직한 하대석을 앉히고 귀퉁이에 각기 4방을 향하고 있는 용두를 조각하였고 그 위로는 한 돌로 연결된 복련이 이어지고 있는데, 각 면이 2엽씩 모두 8엽의 연화문이 장식되었다. 다시 복련 위로는 8각의 중석이 연결되었고 탑신은 중앙 몸통부분이 배가 부른 편구형이다. 북쪽에는 직사각형의 위패모양을 새기고 그 안에 ＇사영당(泗影堂)＇이라는 당호를 새겼다. 옥개석은 방형인데 상당에 팔작지붕형의 합각을 나타냈으며 상륜부는 옥개석과 한 돌로 하여 연결되는데 노반없이 복발과 보주가 이어지고 있다.
이들 부도의 조성연대는 능가사 사적비문(1750년), 능가사 사천왕상 복장기(1667년), 응진당 16나한 조성기(1685년), <해동불조원류(海東佛祖源流)>들의 기록을 통해 보면 추계당 성안(性安)의 제자로 사영 신희(泗影 信熙)가 나오는 것으로 보아 추계당 부도는 17세기 중반경, 사영당 부도는 17세기 후반경으로 보인다. 더구나 추계당 부도가 17세기 중반에 조성된 석종형의 양식을 하고 있다는 점은 백양사에 위치한 같은 연대인 소요당부도와 함께 전남의 석종형 부도 연구에 매우 귀중한 자료로 평가할 수 있다.

## 같이 보기
- 능가사

## 참고 자료
- 고흥능가사추계당및사영당부도 - 국가유산청 국가유산포털